# Rania el-Maschat

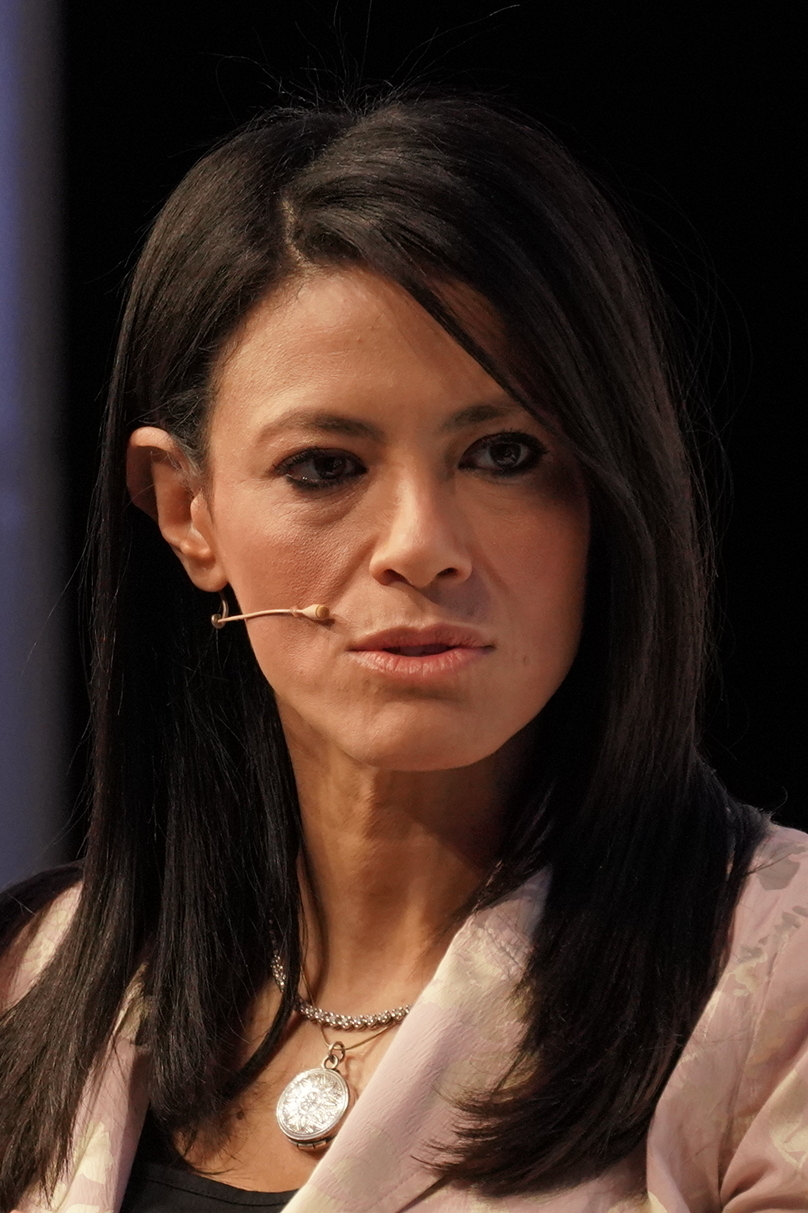
Rania el-Maschat

Rania el-Maschat (arabisch رانيا المشاط, DMG Rāniyā al-Mašāṭ; geb. 20. Juni 1975) ist eine ägyptische Wirtschaftswissenschaftlerin und Politikerin, die von 2018 bis Dezember 2019 Ministerin für internationale Zusammenarbeit und ehemalige Ministerin für Tourismus war. Zuvor hatte sie hochrangige Positionen beim Internationalen Währungsfonds in Washington, D.C. und bei der ägyptischen Zentralbank inne.